# РК Татран Прешов
Рукометни клуб Татран Прешов (HT Tatran Prešov) је рукометни клуб из Прешова, Словачка. Клуб је основан 1952. године и тренутно се такмичи у Првој лиги Словачке и регионалној СЕХА лиги.

## Историја
Клуб је основан 1952. као рукометна секција у спортском друштву ČSSZ Prešov, које је основано 1898. Од 1953. клуб носи назив DŠO Tatran Prešov, а од 1960. до 1989. TJ Tatran Prešov.
Након финансијских проблема у касним 1990-им годинама, у лето 2001. клуб мења назив у ŠK Farmakolu Tatran Prešov, када је на чело клуба дошао данашњи председник Милослав Чмелиар који га је финансијски стабилизовао. Од децембра 2003. носи тренутни назив HT Tatran Prešov.

## Успеси
- Првенство Чехословачке:
  - Првак (3) : 1969, 1971, 1993.
  - Други : 10 пута
- Куп Чехословачке:
  - Освајач (4) : 1971, 1974, 1975, 1976
  - Финалиста (1) : 1981
- Првенство Словачке:
  - Првак (19) : 2004, 2005, 2007, 2008, 2009, 2010, 2011, 2012, 2013, 2014, 2015, 2016, 2017, 2018, 2019, 2021, 2022, 2024, 2025
- Куп Словачке:
  - Освајач (25) : 1971, 1974, 1975, 1976, 1978, 1981, 1982, 2002, 2004, 2005, 2007, 2008, 2009, 2010, 2011, 2012, 2013, 2014, 2015, 2016, 2017, 2018, 2020, 2023, 2024
- Првенство Чехословачке (међународна рукометна лига, 2000-2005):
  - Првак (1) : 2004.
- Трофеј Добоја
  - Osvajač (3) : 2013, 2014, 2018